# Білоцерківська волость (Лохвицький повіт)
Білоцерківська волость — адміністративно-територіальна одиниця Лохвицького повіту Полтавської губернії з центром у селі Білоцерківці.
Старшинами волості були:
- 1900 року козак Роман Штепа[1];
- 1904 року козак Максим Трофимович Ященко[2];
- 1913—1915 року Іван Петрович Шокодько[3],[4].